# Cixius orca
Cixius orca är en insektsart som beskrevs av Ronald Gordon Fennah 1973. Cixius orca ingår i släktet Cixius och familjen kilstritar. Inga underarter finns listade i Catalogue of Life.